# (74415) 1999 AR9
(74415) 1999 AR9 – planetoida z pasa głównego asteroid okrążająca Słońce w ciągu 5,75 lat w średniej odległości 3,21 j.a. Odkryta 10 stycznia 1999 roku.